# 平井町
平井町（ひらいちょう）は、香川県木田郡にあった町。

## 歴史
- 1885年 - 愛媛県三木郡井上郷の井上村（いのえむら）・平木村（ひらぎむら）・鹿伏村（ししぶせむら）と池戸郷の池戸村（いけのべむら）が平木村三カ村連合村を結成。
- 1888年12月4日 - 愛媛県の旧・讃岐国部分が香川県として再分立する。
- 1890年2月15日 - 町村制施行に伴い、平木村三カ村連合村が三木郡平井村となる。
- 1899年4月1日 - 三木郡が山田郡と合併し、木田郡となる。
- 1919年4月1日 - 町制施行し、平井町となる。
- 1950年（昭和25年）3月14日 - 町内に昭和天皇の戦後巡幸。香川県立農業専門学校校庭を平井町奉迎場として昭和天皇を迎えた[4]。
- 1954年10月1日 - 神山村・田中村・氷上村・下高岡村と新設合併し、三木町が発足。同日付で平井町が廃止。